# Braunschweiger Schichten
Als Braunschweiger Schichten wurden in der Geschichte der Stadt Braunschweig die durch Verfassungskonflikte ausgelösten, revolutionären Bürgerunruhen bezeichnet. Braunschweig war neben Gent und Paris eine der unruhigsten Städte des spätmittelalterlichen und frühneuzeitlichen Europas.

## 1293–1294: Schicht der Gildemeister
Die erste „Schicht“ fand in den Jahren 1293/94 statt und wurde als „Schicht der Gildemeister“ bekannt. Grund war das Drängen der Handwerkergilden auf eine Beteiligung an der Stadtregierung, die von den Patriziern und Großkaufleuten dominiert wurde. Diese Dominanz der Kaufleute resultierte aus der Zunahme des Handels und seiner Bedeutung für die Stadt sowie der Mitgliedschaft in der Hanse. Auf der anderen Seite verstärkten die Gilden ihren Einfluss auf das städtische Regiment. Auslöser für das Eskalieren des Konfliktes war schließlich das Eingreifen der Herzöge Albrecht II. und dessen Bruder Heinrich I. um die Vorherrschaft in der Stadt. Jeder der Brüder unterstützte eine der konkurrierenden Parteien, wobei Heinrich sich mit den Gildemeistern und Albrecht mit der amtierenden Stadtregierung verbündete. Heinrichs Versuch, die Altstadt zu erobern, unterbanden die Einwohner, indem sie Albrecht zum Stadtherren ernannten und ihm huldigten. Mit seinem Bruder erreichte er daraufhin eine Einigung über den gemeinsamen Besitz der Stadt. Den aufständischen Gilderat ließ Albrecht hinrichten und setzte den alten Rat der Stadt wieder ein.

## 1374–1380: Große Schicht, auch Schicht des Rates

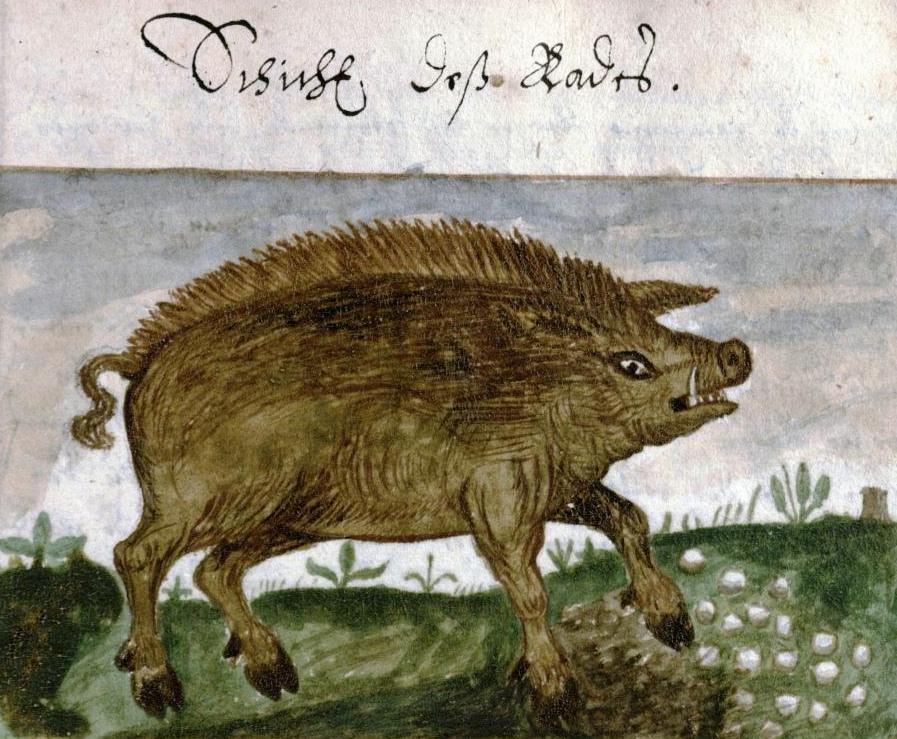
Allegorie zur „Großen Schicht“ von 1374 auch „Schicht des Rates“ genannt, aus dem Schichtbuch (1514) von Hermann Bote.

Die zweite „Schicht“ fand von 1374 bis 1380 statt und wurde als „Große Schicht“ bekannt. Ausgelöst wurde die „Große Schicht“ durch die Unzufriedenheit über die hohe Verschuldung der Stadt. Gründe für die Probleme der Stadt waren vor allem die langfristigen wirtschaftlichen und demographischen Veränderungen aufgrund des Ausbruchs der Pest in Braunschweig im Jahr 1350. Der Rat der Stadt wurde 1374 besetzt und von revoltierenden Gruppen bis 1376 gehalten. Während der Unruhen wurden unter anderem auch acht Ratsmitglieder getötet. Die entkommenen Patrizier setzten ihren Einfluss bei der Hanse für eine Handelssperre gegen Braunschweig ein. Die Stadt wurde außerdem von 1375 bis 1380 aus der Hanse ausgeschlossen. In der Folge kam es in der Stadt zu schwersten wirtschaftlichen Problemen.
Nach Beendigung der Unruhen wurde 1386 einer Verfassungsänderung zugestimmt, welche die Gilden am Stadtrat beteiligen sollte. Es wurde der Küchenrat gegründet, welcher seine Versammlungen in der Münze am Kohlmarkt 16 abhielt.

## 1445–1446: Schicht der „ungehorsamen Bürger“
Die dritte Schicht wurde durch die Unzufriedenheit der Gemeinden ausgelöst. Diese fühlten sich im Rat der Stadt den Gilden gegenüber benachteiligt. Bestärkt wurden die Unzufriedenheiten durch die Ankündigung neuer Abgaben und Vorwürfe, dass im bestehenden Rat Korruption und Vetternwirtschaft herrsche. Um eine neue Schicht abzuwenden, einigten sich der Rat und die Gildenmeister im sogenannten Großen Brief darauf, den Gemeinden das aktive Wahlrecht zu gewähren. Hierdurch wurden auch die nicht in einer Gilde vertretenen Handwerker sowie weitere Bevölkerungsgruppen an der Ratswahl beteiligt. Weiters durften die Bauernschaften, welche die Stadt zu Verteidigungszwecken umgaben, jeweils zwei Hauptleute wählen. Die Hauptleute wählten aus ihrer Mitte daraufhin die Vertreter für den Rat.

## 1487–1489: Ludeke Hollants Schicht
Durch eine neue Münzordnung versuchte die verschuldete Stadt Braunschweig 1488 einer Währungskrise entgegenzuwirken. Die resultierende Geldentwertung belastete vor allem die ärmeren und nicht zunftfähigen Bürger der Meinheit, was zu ersten Ausschreitungen in der Stadt führte, so dass die neue Ordnung widerrufen wurde. Trotzdem beruhigte sich die Lage in der Stadt nicht, und die Aufständischen ernannten Ludeke Hollant zu ihrem Anführer.
Den Aufständischen gelang eine faktische Entmachtung des Rates und eine Zentrierung der Macht in den Händen der „Vierundzwanziger“ unter Ludeke Hollant. Viele ehemalige Ratsherren verließen freiwillig die Stadt oder wurden zum Verlassen gezwungen. Die Willkürherrschaft der „Vierundzwanziger“ rief jedoch wiederum Proteste in der Bevölkerung hervor. Angefeuert wurden die Unruhen dadurch, dass die neuen Herrscher ihre Versprechungen nicht halten konnten und Hollant versuchte, den ehemaligen Ratsherren Horneborch zum Tode zu verurteilen. Dennoch wurde Hollant im Sommer des Jahres ein Wappen durch Herzog Wilhelm den Jüngeren verliehen, der die innerstädtischen Unruhen für seine Zwecke zu nutzen versuchte.
Das Gerücht, Herzog Wilhelm lasse mit Hollants Duldung Waffen in die Stadt schaffen, führte schließlich zum Sturz Hollants. Die Bevölkerung und der Rat erhoben sich gemeinsam. Eine Eskalation konnte durch Verhandlungen vermieden werden. Hollant ergab sich, und der Rezess von 1488 wurde in seiner Gegenwart am 30. November auf dem Altstadtrathaus verbrannt.

## Weitere Schichten, Unruhen und Aufstände
- 1413–1420: Papenkrieg
- 1492: Große Fehde
- 1503–1504: Aufruhr der Armut
- 1513: Uployp van twen schoten
- 1601–1604: Aufruhr unter Henning Brabandt
- 1790: Gesellenunruhen
- 1830: Vertreibung Karls II.
- 1848: Revolution 1848/1849 in Braunschweig
- 1918: Novemberrevolution in Braunschweig
- 1947: Hungerunruhen